# Воден (дем)
Вижте пояснителната страница за други значения на Воден.
Воден (на гръцки: Δήμος Έδεσσας, Димос Едесас) е дем в област Централна Македония на Република Гърция. Център на дема е едноименният град Воден.

## Селища
Дем Воден е създаден на 1 януари 2011 година след обединение на две стари административни единици – демите Воден и Островско езеро по закона Каликратис.

### Демова единица Воден
Според преброяването от 2001 година дем Воден има 25 619 жители и в него влизат следните демови секции и селища:
- Демова секция Воден

- град Воден (Έδεσσα, Едеса)
- село Котугери (Καισαριανά, Кесариана)
- село Пачарешко (Προάστιο, Проастио)
- село Църковяни (Εκκλησιοχώρι, Еклисиохори)

- Демова секция Владово

- село Владово (Άγρας, Аграс)

- Демова секция Гугово

- село Гугово (Βρυτά, Врита)

- Демова секция Луковец

- село Луковец (Σωτήρα, Сотира)
- село Вълкоянево (Λύκοι, Лики)
- село Почеп (Μαργαρίτα, Маргарита)
- село Самар (Σαμάρι, Самари)

- Демова секция Месимер

- село Месимер (Μεσημέρι, Месимери)

- Демова секция Нисия

- село Нисия (Νησί, Ниси)

- Демова секция Оризари

- село Оризари (Ριζάρι, Ризари)

- Демова секция Под

- село Под (Φλαμουριά, Фламурия)
- село Ошляни (Αγία Φωτεινή, Агия Фотини)

- Демова секция Техово

- село Техово (Καρυδιά, Каридия)
- село Кронцелево (Κερασιές, Керасия)

- Демова секция Яворяни

- село Яворяни (Πλατάνη, Платани)

На територията на демовата секция е и изоставеното село Патичино (Патима).

### Демова единица Островско езеро
Според преброяването от 2001 година дем Островско езеро (Δήμος Βεγορίτιδας) с център Острово (Арниса) в има 4180 жители и в него влизат следните демови секции и селища:
- Демова секция Острово

- град Острово (Άρνισσα, Арниса)
- село Друшка (Δροσιά, Дрося)
- село Къдрево (Άγιος Δημήτριος, Агиос Димитриос)
- село Ново Русилово (Νέα Ξανθόγεια, Неа Ксантогия)
- село Русилово (Ξανθόγεια, Ксантогия)

- Демова секция Граматиково

- село Долно Граматиково (Κάτω Γραμματικό, Като Граматико)
- село Горно Граматиково (Άνω Γραμματικό, Ано Граматико)

- Демова секция Кочана

- село Кочана (Περαία, Переа)

- Демова секция Ослово

- село Ослово (Παναγίτσα, Панагица)
- село Жерви (Жерве, Ζέρβη, Зерви)

- Демова секция Чеган

- село Чеган (Άγιος Αθανάσιος, Агиос Атанасиос)
- село Нов Чеган (Νέος Άγιος Αθανάσιος, Неос Агиос Атанасиос)

На територията на демовата единица е и изоставеното село Бегна (Агиос Спиридонас).

## Личности
- Тома Христов Иванов-Мока, български комунист, роден на 25 април 1908 година във Воденско, в СССР от 14 август 1935 година, арестуван през 1937 година, загинал, посмъртно реабилитиран - съобщено от Съветското посолство в България, 1956 година[2]